# Крапивье
Крапивье — село в Суздальском районе Владимирской области России, входит в состав Селецкого сельского поселения.

## География
Село расположено на берегу речки Каменка (бассейн Клязьмы) в 6 км на запад от райцентра города Суздаль.

## История
Село Крапивье в старинных документах упоминается в «Царской жалованной грамоте Суздальскому епископу Варлааму 1578 г.», в которой оно значится вотчиной Суздальского Архиерейского дома. Церковь во имя святого великомученика Георгия построена в 1797 году усердием прихожан; зданием каменная, с таковою же колокольнею. Престолов в ней три: во имя святого великомученика Георгия, Казанской иконы Божией Матери и святых мучеников Флора и Лавра. В 1896 году приход состоял из одного села, в котором 82 двора, 310 душ мужского пола и 350 женского. В селе была школа грамотности в доме псаломщика.
В конце XIX — начале XX века село входило в состав Яневской волости Суздальского уезда.
С 1929 года село входило в состав Гавриловского сельсовта Суздальского района.

## Население
| 1859 | 1897 | 1926 |
| ---- | ---- | ---- |
| 504  | 666  | 801  |

| 1859 | 1897 | 1905 | 1926 | 2002 | 2010 | 2021 |
| ---- | ---- | ---- | ---- | ---- | ---- | ---- |
| 504  | ↗666 | ↗774 | ↗801 | ↘129 | ↘107 | ↗135 |

## Достопримечательности
В селе находится недействующая Церковь Георгия Победоносца (1797).